# Język diasporowy
Języki diasporowe (pozaterytorialne) – języki bez określonego terytorium etnicznego. W Europie są to przede wszystkim:
- języki żydowskie
- języki cygańskie
- diasporowe dialekty języka armeńskiego

W ujęciu socjolingwistycznym od lat 80. XX w. językami diasporowymi nazywa się wszystkie języki używane przez emigrantów w ich nowym miejscu zamieszkania, np. nowe dialekty języka angielskiego: hindlisz (używany przez Hindusów w Wielkiej Brytanii), jinglisz i jesziwisz (używane przez Żydów w USA).